# بيتي (أكل)
بيتي هي أكلة لذيذة ومعطرة ومشبعة (كلمة بيتي مشتقة من الكلمة التركية القديمة (Pete) التي تعني نعيمة ولذيذة) التي قادرة على إذالة تعب المسافرين والجنود والحرفيين على الفور بعد اكلها. ويمكن طهيها بشكل جيد في وعاء فخارية فقط (أو في قدر فخاري أو إبريق فخاري).

## التاريخ
في الأزمنة القديمة كانوا يطعمون الجنود في الحملات العسكرية بهذه الأكلة القوية.
لقد تجاوزت وصفة أكلة «بيتي» حدود الأقاليم التركية منذ زمن بعيدا، حيث يمكن مصادفة أنواع هذه ألأكلة في دول البلقان ومولدوفا وجورجيا ودول البحر المتوسط تحت تسمية «جاناخ».

## طريقة التحضير
لاجل إعداد هذه الأكلة يقطع اللهم المضأني (أو لحم العجل) قطعا متوسطة ويوضع معها في أناء الطهي رأس بصل (لا يقطع ذيله لكي لا يتفتت اثناء الطهي) وحمص منقوع لفترة وكستنة.
و تضاف 4 اكواب ماي ولا يضاف ملح أو فلفل اثناء الطهي.
ويجب أن يكون المرق خفيفا. ويوضع وعاء الطهي أولا على نار هادئة لمدة 2-3 ساعات.
وقبل ثلاثين دقيقة تقريبا من أخذه من على النار يوضع فيه برقوق مجفف وكركم.
ويقدم «بيتي» على المائدة في طبق عميق بحيث أن في هذه الأكلة أكلتان، أي المرق الذي يسكب في الطبق بعد وضع ملح وفلفل وتقطيع الخبز فيه.
و بذلك يحضر طعام لذيذ وبعده يأتي دور ما بقي في الوعاء الفخاري، ثم يوضع ملح وفلفل.

## محتويات

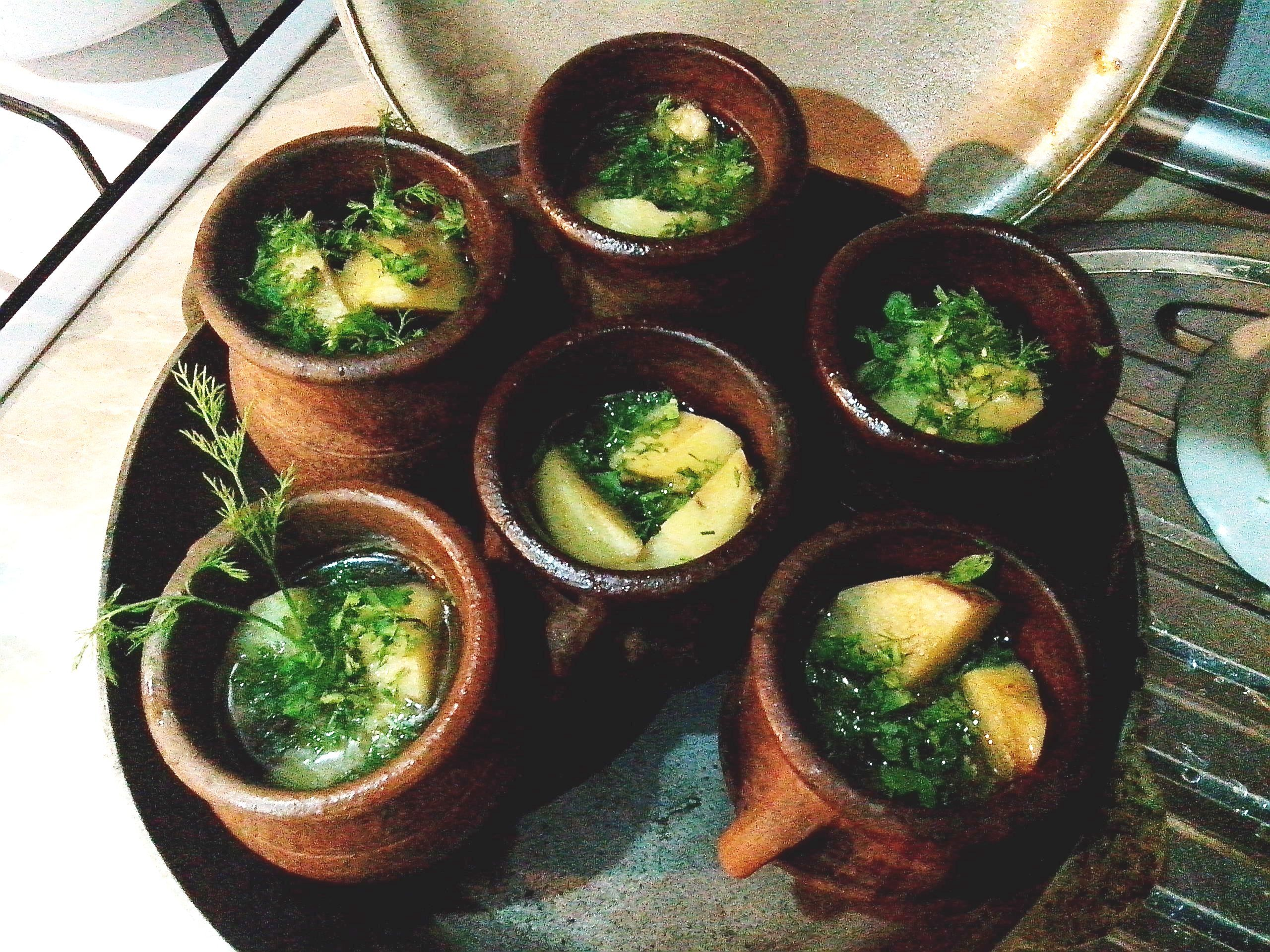
اكل بيتي

بيتي - طعام يحضر من اللحم والخضروات.
- لحم ضاني أو عجل (لحم حال أو صدر)
- بصل
- حمص
- كستنة
- برقوق مجفف
- كركم
- ملح وفلفل – حسب الذوق[6]